# Столар, Вадим Михайлович
Вади́м Миха́йлович Сто́лар (укр. Вадим Михайлович Столар; род. 10 августа 1982 года, Киев) — украинский  бизнесмен и политик, экс-депутат (народный депутат Украины VI созыва от Партии Регионов). Соратник Виктора Медведчука в строительном бизнесе. Имеет крупный сельскохозяйственный проект, один из акционеров «Конверсбанка» (переименованного впоследствии в CityCommerceBank), совладелец киевского бизнес‑центра 101 Tower, директор ООО «Киевоблжилстрой». С 4 июня 2014 года — беспартийный депутат Киевского городского совета (бывший член «Партии Регионов»), первый заместитель главы Бюджетной комиссии по вопросам привлечения инвестиций. В 2012 году голосовал за скандальный Закон Украины «Об основах государственной языковой политики» — неофициально известный как «Закон Кивалова-Колесниченко».

## Биография
Вадим Столар родился в еврейской семье. Родители Михаил и Яна Столар — предприниматели, владельцы строительной компании под названием «Элитаж», дизайн-студии «Estate». Детство прошло на Оболони. В детстве занимался спортом и музыкой. Поступил в Высшую школу права. В ней же познакомился со своей будущей женой. Вадим и Инна Майструк поженились в 2000 году. В 2003 году он окончил Киевский университет права НАН Украины (специальность — правоведение).
В селе Мотовиловка (Фастовского района), на родине отца, он организовал маленькую ферму. Впоследствии, создал большое агропредприятие. По утверждению некоторых СМИ, был одним из соучредителей ООО «Элита-центр». Кроме того, семья Столара причастна к скандальной застройке на Никольской Слободке.
С 1999 года по 2000 год работал менеджером частной туристической компании «Яна» (которая принадлежит его родителям). С 2001 год по 2007 год Вадим Михайлович — генеральный директор ООО «Возрождение» (с 2004 ООО "Торговый дом «Возрождение»).
С 2006 по 2010 год, во время президентства Виктора Ющенко, входил в его партию «Наша Украина». С апреля 2010 по август 2012 года, во время президентства Виктора Януковича, входил в Партию регионов (№ 212 в избирательном списке). Одновременно член депутатской фракции Партии регионов в Верховной Раде Украины (2010—2012). Член Комитета Верховной Рады по вопросам борьбы с организованной преступностью и коррупцией. За более чем два года работы в парламенте Вадим Столар не предложил ни одного законопроекта или поправки к закону По мнению издания «Forbes.ua» Столар старался не афишировать связь с Партией регионов во время последних выборов в 2012 году.
Один из акционеров «Конверсбанка». Российский миллиардер, обвиняемый властями Литвы в хищении сотен миллионов долларов, Владимир Антонов, считает, что Столар и трое других похитили из Конверсбанка 13,3 млн евро Владимира Антонова Антонов ограничился лишь устными обвинениями и не отстаивал их в судебном порядке. По словам Вадима Столара, он никогда не привлекался к уголовной ответственности в отличие от многих, кто льет на него грязь в СМИ.
В 2011 году Вадим Столар поручился за кредиты компаний поставиших Госрезерву некачественного дизтоплива на сумму в 160,63 млн грн. Тогда на торгах Госрезерва единственным конкурентом «Имоти Стар» стало ООО «Легендас-М» вогглавляемое доверенным лицом Вадима Столара. В 2014 году суд признал Столара виновным и потребовал арестовать имение Столара, однако тот его не отдал а подарил своей жене с которой живёт в данном имении. (На жену Столара уже записано не менее пяти участков общей площадью свыше 5 тыс. кв м. в садовом обществе «Березка».) На закупки Госрезерва окружение Столара вывело фирмы завышающие цены при продаже и занижающие при покупке. Это был не единичный случай. Второй победитель торгов Госрезерва — «ООО ПКП „СКБ“», который должен был поставить топливо на сумму 42,13 млн грн. за который тоже поручился Вадим Столар поставило некачественное топливо и на неё тоже был наложен штраф. Учредителем третей компании (ООО «Столицаинвестбуд»), которая продавала Госрезерву товары по завышенным ценам и из-за которой государство потеряло более 40 млн грн. являлась жена помощника Столара..
В 2012 году в рамках подготовки празднования 200-летия со дня рождения Тараса Шевченко, В. Столар финансировал создание цифровой базы библиотеки Национального Музея Тараса Шевченко и подключение музея к сети Интернет.
На парламентских выборах 2012 года баллотировался самовыдвиженцем в народные депутаты Украины по одномандатному округу № 217 г. Киева (р-н Оболонь). Доверенные лица Вадима Столара на выборах 2012 года: Елена Юрьевна Андреева (ЧП «Универсальная юридическая компания»), Константин Николаевич Сыч (ООО «Легендас-М»), Евгений Григорьевич Твердохлебов (ООО «Арсенал-Стройинвест»). Предвыборная кампания на Оболони включала закрытие стройки по ул. Приречная между домами № 3 и № 5. Столар поддержал инициативу Общества рыбаков Украины по спасению водоёмов Оболони путём зарыбления. Командой Вадима Столара была произведена укладка более, чем 18 000 м² асфальта, отремонтировано около 130 старых детских площадок, и установлено 13 новых, завезено 4800 т песка и чернозёма во дворы. Также рабочие в одежде с логотипом Вадима Столара красили заборы и ремонтировали подъезды. Столар проиграл. А Роман Зварыч, начальник штаба кандидата в народные депутаты Андрея Белецкого, который победил подозревает, что большинство нарушений в округе были организованы для победы Столара.
Вадим Столар, во время предвыборной кампании, дважды подавал судебные иски против Чемпиона мира Д. Силантьева. Причиной судебного разбирательства была листовка, сделанная перед выборами командой Д. Силантьева. Иск мотивировался тем, что листовка содержит клевету и требовалось опровержение информации. 23 октября 2012 Киевский административный апелляционный суд отклонил оба иска Вадима Столара против Силантьева.
По словам координатора сети наблюдения за выборами ОПОРА Ольги Гаврилюк представители кандидата Вадима Столара, когда приносили избирателям приглашения на выборы вкладывали в конверт 200 гривен. Столар занял второе место, набрав 25,45 % уступил оппозиционному кандидату от ВО «Батькивщина» получившему 31,75 % голосов избирателей Александру Бригинецу. Ещё до официального оглашения результатов выборов, Вадим Столар поздравил своего оппонента Александра Бригинца с победой. Невзирая на проигрыш на выборах, Вадим Столар продолжил работать на Оболони.
В 2012 году за неделю до Парламентских выборов поддержал проект организации «Стрит Воркаут Украина» по восстановлению спортивного комплекса Украины в рамках которого отремонтировали 15 спортивных площадок и добавили ещё 6. Через год поддержал проект «Спорт Крещатик». Бывший почётный президент организации «Стрит Воркаут Украина».
Летом 2013 года стал партнером фотоконкурса по наполнению Викихранилища изображениями памятников природы «Вики любит Землю».
Финансировал строительство Храма преподобного Нестора Летописца на территории Киевского университета права, который был освящен и открыт 19 сентября 2013 года.
13 февраля 2014 года возглавил патронатную службу при Владимире Макеенко, которого назначил Янукович председателем КГГА и который проработал всего пару недель. В апреле 2014 года Столар стал, совместно с бизнесменом Вагифом Алиевевым, сомеценатом строительства памятника основателям Киево-Печерской Лавры Антонию и Феодосию на территории монастыря в Киеве.
На выборах в Киевсовет в 2014 году работал в избирательном штабе партии «УДАР». По информации издания «Комментарии» Вадим Столар является членом условной депутатской «группы Порошенко» в Киевсовете. Баллотировался по одномандатному мажоритарному округу 31 на Оболони, в Киевский городской совет как самовыдвиженец. По мнению «Espreso.tv» против него «УДАР» выдвигал «молодую активистку Ольгу Люльчак, не имевшую шанса на успех». Вадим Столар хотел стать главой бюджетной комиссии, но должность отдали Андрею Странникову, так как Столар не смог найти необходимых аргументов. Столар стал первым заместителем секретаря бюджетной комиссии по вопросам привлечения инвестиций. По информации СМИ, Столар занимал одну из ключевых должностей в избирательном штабе партии «УДАР» и отвечал за отбор кандидатов в депутаты по квоте Петра Порошенко.
По словам народного депутата Сергей Лещенко в 2015 году, Вадим Столар стоит и за скандальным строительством на Никольской Слободке. По его словам Столар является близким другом Сергея Левочкина и соратником Игоря Никонова (первого заместителя Кличко и главного девелопера в проектах Дмитрия Фирташа и Вагифа Алиева). Столара СМИ называют «серый кардинал» Кличко.
В 2015 году Вадим Столар выступал посредником между Кличко и руководством БПП на переговорах по слиянию партии главы государства и УДАРа. Ныне по материалам издания изданий «Капитал» и «РБК-Украина» Столар контролирует серьёзную часть «теневых потоков» столицы в связи с его влиянием на руководителей части коммунальных предприятий (от 30 %) и управление Киевской городской государственной администрации (КГГА) по благоустройству.
В январе 2019 года Вадим Столар был депортирован при въезде в США и отправлен обратно на Украину.
На парламентских выборах 2019 года был избран народным депутатом от ОПЗЖ.
В конце декабря 2020 года купил бизнес-центр «Парус» у совладельца ряда крупных торговых центров и проектов в Киеве Вагифа Алиева.
После начала российского вторжения на Украину вышел из фракции ОПЗЖ и уехал из Украины, но спустя менее чем год вернулся в страну.
В январе 2023 года журналисты bihus.info раскрыли связи народного депутата Вадима Столара и главы ОП Андрея Ермака из-за совместных кинопроектов с бизнесменом Артемом Колюбаевым. Последний основал кинокомпанию "Мейнстрим Пикчерз" и получил существенную государственную поддержку своим кинопроектам после прихода к власти Владимира Зеленского. Колюбаев расширил свое влияние в кинобизнесе и строительстве, ассоциируясь с бизнес-проектами Столара и Медведчука. Его компании, занимавшиеся строительными проектами, включая ЖК ENSO, также взаимодействовали с компаниями, связанными с другими известными деловыми лицами Украины, такими как Столар и Игорь Кушнир. В контексте политических событий Колюбаев активно переструктурировал свои бизнес-интересы, особенно после вторжения России в 2022 году, и сосредотачивался на создании новых фондов и проектов. Журналисты намекают на его стратегический подход к бизнесу и возможное использование политических связей, а также задают вопросы возвращения Вадима Столара в Украину и его будущих перспектив и мотивов.
В феврале 2023 г. СБУ провела обыски у Вадима Столара в рамках уголовного расследования определенных строительных компаний Киева и легализации коррупционных средств подозреваемого в госизмене Виктора Медведчука.
В марте 2023 г. стало известно, что Вадим Столар, возможно, продал свой строительный бизнес в Киеве однопартийцам – Виктору Медведчуку и Тарасу Козаку из "Оппозиционной платформы-За жизнь", согласно информации "Обозревателя". Речь идет о 60% доле за 90 млн долларов. Столар за свою политическую карьеру представлял разные партии и занимался строительным бизнесом в Киеве, иногда получая разрешение на проекты с помощью политических договоренностей.

### Медиа
Весной 2020 года за несколько месяцев до общенациональных местных выборов в Киеве и Одессе были запущены объединённые в «Live Network» городские телеканалы Kyiv.live и Odesa.Live, над которым работала команда Алексея Семёнова из медиахолдинга Новости (покинули проект в ноябре). В будущем планировалось открыть каналы в Харькове, Днепре и Львове. Базой для нового холдинга стали каналы депутата от ОПЗЖ Вадима Рабиновича.
15 июля телеканал Live приостановил вещание до завершения военных действий и отмены военного положения.

### Музей истории Киева
В мае 2012 года Вадим Столар и Вагиф Алиев выкупили земельный участок и здание на улице Богдана Хмельницкого, 7 около метро Театральная (которое изначально предполагалось под торгово-офисный центр) у застройщиков, компании «Альянс-Центр» и передали объекты в собственность Киева. Строительство музея было признано одной из самых скандальных строек Киева, в частности из-за опасности для метро, а само строительство судом было признано незаконным. Глава фракции «БЮТ-Батькивщина» Татьяна Мелихова настаивала на сносе здания, которое по её словам стало «настоящим позором для города». А глава комиссии Киевсовета по вопросам культуры и туризма Александр Бригинец считает, что «желание КГГА и дружественных ей застройщиков разместить Музей истории Киева в „потенциально высокоопасном“ здании, не невинная бессмысленность, это преступление». Киевский Градсовет признал неудачной архитектуру здания (которое в скором порядке было переделано из универмага). Несмотря на это, здание позволили достроить. Для спасения здания инвесторы Алиев и Столар решили подарить здание городу по совету Александра Попова. После этого на здание было потрачено 15 миллионов гривен налогоплательщиков. Само здание оказалось в три раза меньше, чем требовалось музейщикам.

### IX созыв
Во время работы в IX созыве депутатов Вадим Столар не выполнили ни одного предвыборного обещания.

## Семья
- Жена — Инна, хозяйка бутика Simonetta.
- Дочери: Диана (2001—2020[91][92]), Джемма (2007 г. р.), Ева (2009 г. р.); Сын: Давид (2012 г. р.)[93]
- Семье Столаров принадлежит:

- туристическая компания «Яна» (по имени матери Столара);
- дизайн-студия «ELITASH».
- БЦ «Парус»

- Вадим Столар является племянником Людмилы Костенко, которая прошла в Киевсовет от Радикальной партии Олега Ляшко[96][97].
- Кандидат в нардепы от Блока Петра Порошенко в Киевсовет Людмила Антоненко — близкая родственница Вадима Столара. (Девичья фамилия Людмилы Антоненко — Столар)[98].

## Интересные факты
- Логотип Столара очень похож на логотип Министерства здравоохранения России[99].
- Вадим Столар до 31 ноября 2012 года арендовал виллу в Конча-Заспе, которая принадлежит сыну экс-городского головы Киева Леонида Черновецкого[100]